# Forte San Zeno
Forte San Zeno, originariamente chiamato Werk Radetzky (dal feldmaresciallo Josef Radetzky), è stata una fortificazione posta a ovest di Verona, parte del complesso sistema difensivo cittadino e più in particolare del primo campo trincerato di pianura, voluto dal feldmaresciallo austriaco Josef Radetzky e messo in opera tra 1848 e 1856.
Terrapieno, fossato e spalto furono messi in opera nel 1848, nel 1849 fu costruito il ridotto centrale e l'anno successivo il ridotto di gola; infine, nel 1859 il forte venne ampliato con la costruzione del muro distaccato alla Carnot e da caponiere. I lavori del fortino, che conteneva, oltre ai locali necessari alla guarnigione ed ai servizi generali, quelli destinati al comando del settore, furono seguiti dal direttore dell'Imperiale Regio Ufficio delle Fortificazioni di Verona, il maggiore Conrad Petrasch. Già nel 1861, però, fu disarmato in seguito alla costruzione della linea più avanzata del campo trincerato, anche se mantenne la funzione di sicurezza contro infiltrazioni di fanteria, finché nel secondo dopoguerra venne quasi completamente smantellato per dare lavoro ai disoccupati: furono spianati i terrapieni e demolita la torre maggiore del ridotto, per cui si è conservata la torre minore, con paramento di laterizio a vista.

## Descrizione

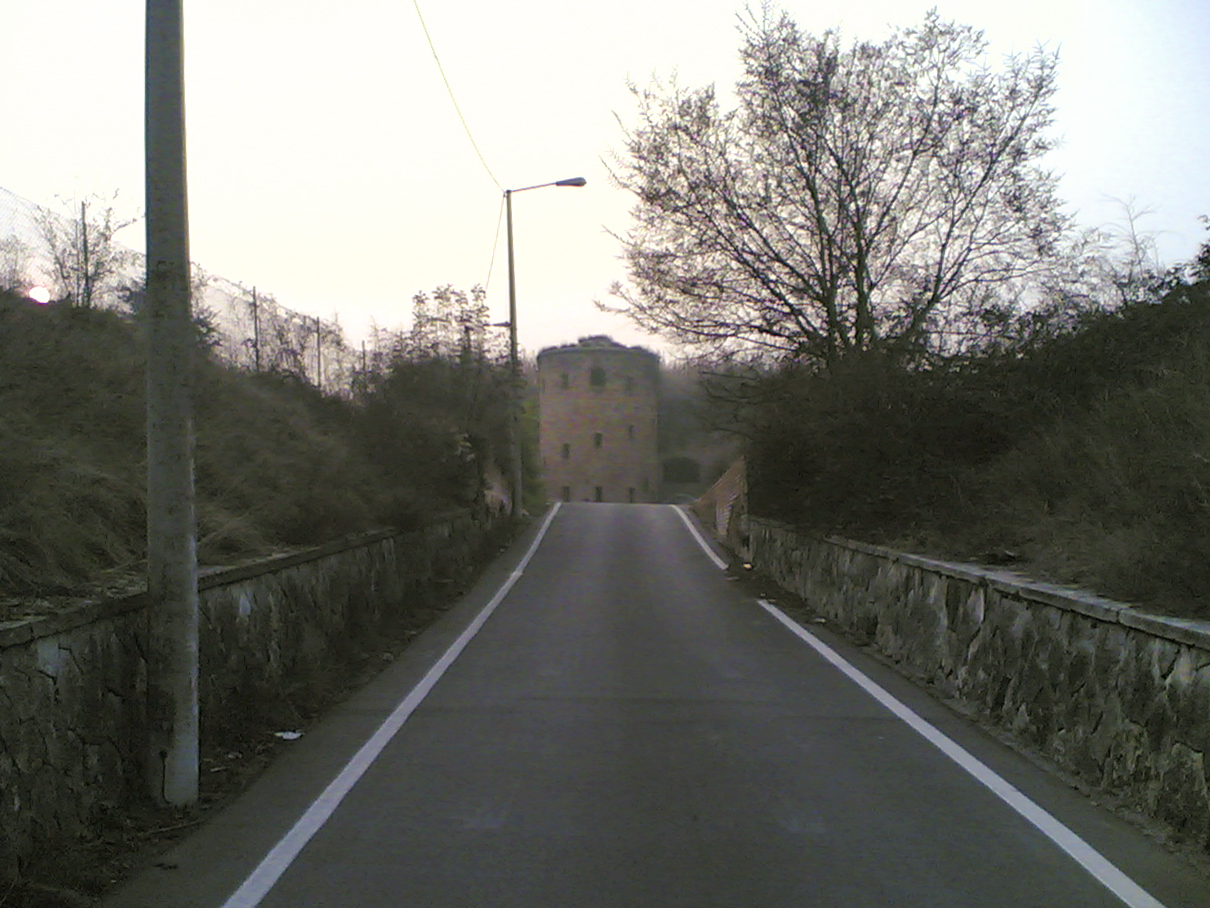
La strada che permette l'accesso al forte, che emerge sullo sfondo

Forte San Zeno è un forte a tracciato poligonale con ridotto centrale. Come denota l'intitolazione al feldmaresciallo Radetzky, Comandante Generale dell'armata del Lombardo-Veneto, il forte era il caposaldo dello schieramento esterno, anche per la sua posizione più elevata e dominante. Il tracciato del terrapieno è simmetrico con impianto su dieci lati. Il forte era il cardine settentrionale del campo trincerato di destra d'Adige, nel suo primo assetto (1848-1850). Le sue artiglierie, dal terrapieno e dalle piattaforme superiori del ridotto, battevano l'intero giro d'orizzonte: la campagna antistante, la spianata retrostante, la strada per Peschiera e altre strade radiali che facevano capo a San Massimo, nonché la linea ferroviaria proveniente da Bolzano, che lambiva il fronte principale. Il forte venne disarmato in seguito alla costruzione della linea più avanzata del campo trincerato (1861), e mantenne la funzione di sicurezza contro infiltrazioni di fanteria.
Nel piazzale interno, il ridotto centrale casamattato era articolato in due corpi a segmento di torre, collegati da muri, in modo da formare un cortile di sicurezza. Nel ridotto, oltre ai vari servizi, era sistemato il comando di settore. Entrambe le parti del ridotto si elevavano su un solo piano, casamattato, provvisto di cannoniere. La loro copertura terrapienata era disposta a piattaforma per l'artiglieria.
Al livello del fosso asciutto il forte era completamente circondato dal muro distaccato alla Carnot, con feritoie per fucilieri, munito da due caponiere casamattate sul fronte principale. Dal cortile interno si accedeva al cammino di ronda, lungo il muro alla Carnot, attraverso due poterne dirette all'angolo rientrante dei fianchi. La strada di accesso al forte saliva dalla spianata, proseguiva in trincea fino al portale di ingresso nel fronte di gola.

## Armamento
L'armamento della fortificazione consisteva in:
- 12 bocche da fuoco

## Presidio di guerra
Il presidio in caso di guerra della fortificazione consisteva in:
- 60 uomini